# Tailândia nos Jogos Paralímpicos de Verão de 2012

A Tailândia participou dos Jogos Paralímpicos de Verão de 2012, que aconteceram na cidade de Londres, no Reino Unido.

## Medalhistas
| Atleta          | Esporte | Evento         | Medalha |
| --------------- | ------- | -------------- | ------- |
| Pattaya Tadtong | Bocha   | Individual BC1 | Ouro    |

## Desempenho

### Bocha
| Atleta             | Evento         | Fase de Grupos/ Eliminatória | Fase de Grupos/ Eliminatória | 16 Avos              | Oitavas de final     | Quartas de final        | Semifinal                                     | 3°lugar Final                                | 3°lugar Final |
| Atleta             | Evento         | Adversário Resultado         | Pos                          | Adversário Resultado | Adversário Resultado | Adversário Resultado    | Adversário Resultado                          | Adversário Resultado                         | Pos           |
| ------------------ | -------------- | ---------------------------- | ---------------------------- | -------------------- | -------------------- | ----------------------- | --------------------------------------------- | -------------------------------------------- | ------------- |
| Witsanu Huadpradit | Individual BC1 | bye                          | bye                          | bye                  | CHN W. Yuan V 5-1    | THA P. Tadtong D 0-7    | Disputa pelo 5º-8º lugares CHN Q. Zhang D 3-6 | Disputa pelo 7º-8º lugares KOR M. Kim V 11-0 | 7º            |
| Pattaya Tadtong    | Individual BC1 | bye                          | bye                          | bye                  | ESP J. Prado V 5-4   | THA W. Huadpradit V 7-0 | BRA J. de Oliveira V 5-2                      | GBR D. Smith V 7-0                           |               |

### Levantamento de peso
Masculino
| Atletas            | Evento   | Resultado | Posição |
| ------------------ | -------- | --------- | ------- |
| Choochat Sukjarern | -52 kg   | 152,0     | 7º      |
| Narong Kasanun     | -56 kg   | 162,0     | 7º      |
| Thongsa Marasri    | -60 kg   | 175,0     | 5º      |
| Arawan Bootpo      | -67.5 kg | 111,0     | 5º      |

### Tênis em cadeira de rodas
Masculino
| Atleta          | Evento  | Fase de 64               | Fase de 32           | Oitavas              | Quartas              | Semifinal            | Final                | Pos.        |
| Atleta          | Evento  | Adversário resultado     | Adversário resultado | Adversário resultado | Adversário resultado | Adversário resultado | Adversário resultado | Pos.        |
| --------------- | ------- | ------------------------ | -------------------- | -------------------- | -------------------- | -------------------- | -------------------- | ----------- |
| Suthi Khlongrua | Simples | FRA S. Houdet D 1-6, 0-6 | Não avançou          | Não avançou          | Não avançou          | Não avançou          | Não avançou          | Não avançou |